# Slowenische Eishockeyliga 2003/04
Die Saison 2003/04 war die 13. Spielzeit der slowenischen Eishockeyliga, der höchsten slowenischen Eishockeyspielklasse. Meister wurde zum insgesamt zehnten Mal in der Vereinsgeschichte der HDD Olimpija Ljubljana.

## Modus
Die sieben Mannschaften wurden in der Hauptrunde in zwei Gruppen aufgeteilt. Alle drei Mannschaften der Gruppe I und der Erste der Gruppe II qualifizierten sich für die Finalrunde, deren beiden Erstplatzierten im Playoff-Finale um den Meistertitel spielten, während die anderen beiden Mannschaften der Finalrunde um Platz 3 spielten. Die übrigen drei Mannschaften spielten in Hin- und Rückspiel gegeneinander um Platz 5. Gemäß ihrer Hauptrundenplatzierung erhielten die Mannschaften in der zweiten Saisonphase Bonuspunkte. Für einen Sieg erhielt jede Mannschaft zwei Punkte, bei einem Unentschieden gab es ein Punkt und bei einer Niederlage null Punkte.

## Hauptrunde

### Gruppe I
|    | Klub                   | Sp | S | U | N | Tore | Punkte |
| -- | ---------------------- | -- | - | - | - | ---- | ------ |
| 1. | HK Slavija Ljubljana   | 4  | 2 | 1 | 1 | 8:8  | 5      |
| 2. | HDD Olimpija Ljubljana | 4  | 2 | 0 | 2 | 9:7  | 4      |
| 3. | HK Jesenice            | 4  | 1 | 1 | 2 | 5:7  | 3      |

Sp = Spiele, S = Siege, U = unentschieden, N = Niederlagen, OTS = Overtime-Siege, OTN = Overtime-Niederlage, SOS = Penalty-Siege, SON = Penalty-Niederlage

### Gruppe II
|    | Klub                        | Sp | S | U | N  | Tore  | Punkte |
| -- | --------------------------- | -- | - | - | -- | ----- | ------ |
| 1. | HK HIT Casino Kranjska Gora | 12 | 8 | 1 | 3  | 41:32 | 17     |
| 2. | HK Triglav Kranj            | 12 | 6 | 3 | 3  | 35:33 | 15     |
| 3. | HK Maribor                  | 12 | 6 | 2 | 4  | 49:28 | 14     |
| 4. | HDD Olimpija Ljubljana II   | 12 | 0 | 2 | 10 | 23:55 | 2      |

Sp = Spiele, S = Siege, U = unentschieden, N = Niederlagen, OTS = Overtime-Siege, OTN = Overtime-Niederlage, SOS = Penalty-Siege, SON = Penalty-Niederlage

## Platzierungsrunde um Platz 5
|    | Klub             | Sp | S | U | N | Tore  | Punkte |
| -- | ---------------- | -- | - | - | - | ----- | ------ |
| 5. | HK Maribor       | 4  | 3 | 0 | 1 | 17:06 | 8(2)   |
| 6. | HK Triglav Kranj | 4  | 2 | 0 | 2 | 14:17 | 7(3)   |
| 7. | HK Tivoli        | 4  | 1 | 0 | 3 | 14:22 | 3(1)   |

Sp = Spiele, S = Siege, U = unentschieden, N = Niederlagen

## Finalrunde
|    | Klub                        | Sp | S | U | N | Tore  | Punkte |
| -- | --------------------------- | -- | - | - | - | ----- | ------ |
| 1. | HDD Olimpija Ljubljana      | 6  | 4 | 1 | 1 | 28:17 | 11(2)  |
| 2. | HK Slavija Ljubljana        | 6  | 2 | 3 | 1 | 18:15 | 10(3)  |
| 3. | HK Jesenice                 | 6  | 3 | 2 | 1 | 23:14 | 9(1)   |
| 4. | HK HIT Casino Kranjska Gora | 6  | 0 | 0 | 6 | 10:33 | 1(1)   |

Sp = Spiele, S = Siege, U = unentschieden, N = Niederlagen

## Playoffs

### Spiel um Platz 3
- HK Jesenice – HK HIT Casino Kranjska Gora 3:1 (2:3, 4:3 n. P., 6:2, 4:1)

### Finale
- HDD Olimpija Ljubljana – HK Slavija Ljubljana 4:0 (1:0, 4:0, 4:1, 4:3 n. P.)